# Satoru Oki
Satoru Oki (født 8. december 1992) er en japansk fodboldspiller.
Han har spillet for flere forskellige klubber i sin karriere, herunder Tokyo Verdy.